# ሀ
Hä (en amhárico ሆይ) es la primera letra del alfabeto etíope, que representa el sonido /h/.

## Historia
Esta letra (ሀ) proviene del carácter árabe meridional 𐩠.
| He | Hä |
| -- | -- |
| 𐩠  | ሀ  |

## Uso
El etíope es un alfasilabario donde cada símbolo corresponde a una combinación vocal + consonante, es decir, hay un símbolo básico al cual se añaden símbolos para marcar la vocal. Las modificaciones de la letra ሀ (hä) son las siguientes:
- ሀ : « hä », [hɛ]
- ሁ : « hu », [hu]
- ሂ : « hi », [hi]
- ሃ : « ha », [ha]
- ሄ : « he », [hə]
- ህ : « hə », [hɨ] ([h])
- ሆ : « ho », [ho]
- ሇ : « hoä », [hwa]